# Niki Mäenpää
Niki Emil Antonio Mäenpää (Espoo, 23 gennaio 1985) è un calciatore finlandese, portiere dell'Athens Kallithea.

## Carriera

### Club
Cresciuto nelle giovanili del Kasiyi, ha militato poi anche nelle giovanili dell'HJK e del Lens.
Dopo un prestito al Telstar, nel 2006 passa al Den Bosch, con cui esordisce tra i professionisti.
Nel 2009 si trasferisce al Willem II.
Dopo essere rimasto svincolato, il 3 ottobre 2011 viene acquistato dall'AZ Alkmaar.
Dopo una stagione da terzo portiere all'AZ, il 29 maggio 2012 firma per il VVV-Venlo.
Con i gialloneri milita per tre anni da titolare, per poi lasciare il club nell'estate 2015 per accasarsi al Brighton, che lo acquista per fare il vice di David Stockdale, che rimpiazza alla prima giornata di campionato nel 3-0 contro il Rotherham Utd. Il 14 luglio 2017 rinnova il suo contratto con il club per un altro anno.
A fine contratto rifiuta il rinnovo con le seagulls, per poi accasarsi al Bristol City tramite un contratto annuale. Al contrario che a Brighton qui è il portiere titolare del club (nonostante qualche infortunio gli abbia fatto saltare delle partite). Il 21 maggio 2019 rinnova il proprio contratto con i biancorossi per un altro anno. Nella seconda stagione lui perde il posto da titolare in favore del neoacquisto Daniel Bentley. Nel mentre ha anche avuto un infortunio alla caviglia rimediato il 1º luglio 2020 in occasione della sfida contro il Nottingham Forest.
Dopo due anni a Bristol resta senza squadra; il 27 novembre 2020 trova squadra firmando per lo Stoke City un contratto sino a gennaio 2021 per via degli infortuni accorsi agli estremi difensori dei potters Adam Davies e Angus Gunn. Tuttavia pure Mäenpää è vittima di un infortunio, per cui i biancorossi decidono di mettere sotto contratto Andy Lonergan. A gennaio, in seguito alla scadenza del contratto, rimane ancora una volta svincolato.
Il 15 febbraio 2021 viene tesserato dal Venezia per sostituire l'infortunato Luca Lezzerini. Il 5 aprile seguente, dopo quasi due mesi da riserva di Alberto Pomini, esordisce con i veneti in occasione del pareggio per 1-1 in casa della SPAL, venendo confermato anche nelle sfide successive.
Al termine dei play-off, culminati con la promozione in Serie A grazie anche al suo contributo, estende il proprio contratto con i veneti sino al 2023. Nella stagione seguente esordisce in Serie A, il 22 agosto 2021, in Napoli-Venezia 2-0, giocando titolare. Inizialmente finisce ai margini della rosa, ma ritorna titolare a causa dei gravi infortuni di Lezzerini e Sergio Romero.
Il 4 agosto 2023 fa ritorno dopo 20 anni all'HJK.

### Nazionale
Ha esordito con la Nazionale maggiore il 2 giugno 2008 in una partita amichevole contro la Bielorussia. Tra il 2012 e il 2014 è stato titolare della selezione finlandese, per poi perdere il posto in favore di Lukáš Hrádecký.

## Statistiche

### Presenze e reti nei club
Statistiche aggiornate al 20 luglio 2023.
| Stagione            | Squadra             | Campionato          | Campionato | Campionato | Coppe nazionali | Coppe nazionali | Coppe nazionali | Coppe continentali | Coppe continentali | Coppe continentali | Altre coppe | Altre coppe | Altre coppe | Totale | Totale | Totale |
| Stagione            | Squadra             | Comp                | Pres       | Reti       | Comp            | Pres            | Reti            | Comp               | Pres               | Reti               | Comp        | Pres        | Reti        | Pres   | Reti   |        |
| ------------------- | ------------------- | ------------------- | ---------- | ---------- | --------------- | --------------- | --------------- | ------------------ | ------------------ | ------------------ | ----------- | ----------- | ----------- | ------ | ------ | ------ |
| 2009-2010           | Willem II           | ED                  | 6          | -11        | CO              | 0               | 0               | -                  | -                  | -                  | -           | -           | -           | 6      | -11    |        |
| 2010-2011           | Willem II           | ED                  | 12         | -33        | CO              | 1               | -2              | -                  | -                  | -                  | -           | -           | -           | 13     | -35    |        |
| Totale Willem II    | Totale Willem II    | Totale Willem II    | 18         | -44        |                 | 1               | -2              |                    | -                  | -                  |             | -           | -           | 19     | -46    |        |
| 2011-2012           | AZ Alkmaar          | ED                  | 0          | 0          | CO              | 0               | 0               | UEL                | 0                  | 0                  | -           | -           | -           | 0      | 0      |        |
| 2012-2013           | VVV-Venlo           | ED                  | 33+2       | -60 + -4   | CO              | 1               | -4              | -                  | -                  | -                  | -           | -           | -           | 36     | -68    |        |
| 2013-2014           | VVV-Venlo           | 1D                  | 33+2       | -43 + -5   | CO              | 2               | -2              | -                  | -                  | -                  | -           | -           | -           | 37     | -50    |        |
| 2014-2015           | VVV-Venlo           | 1D                  | 35+4       | -34 + -5   | CO              | 2               | -1              | -                  | -                  | -                  | -           | -           | -           | 41     | -40    |        |
| Totale VVV-Venlo    | Totale VVV-Venlo    | Totale VVV-Venlo    | 101+8      | -137 + -14 |                 | 5               | -7              |                    | -                  | -                  |             | -           | -           | 114    | -158   |        |
| 2015-2016           | Brighton            | FLC                 | 0          | 0          | FACup+CdL       | 1+2             | -1 + -2         | -                  | -                  | -                  | -           | -           | -           | 3      | -3     |        |
| 2016-2017           | Brighton            | FLC                 | 1          | 0          | FACup+CdL       | 2+3             | -0 + -4         | -                  | -                  | -                  | -           | -           | -           | 6      | -4     |        |
| 2017-2018           | Brighton            | PL                  | 0          | 0          | FACup+CdL       | 1+1             | -1 + -0         | -                  | -                  | -                  | -           | -           | -           | 2      | -1     |        |
| Totale Brighton     | Totale Brighton     | Totale Brighton     | 1          | 0          |                 | 10              | -8              |                    | -                  | -                  |             | -           | -           | 11     | -8     |        |
| 2018-2019           | Bristol City        | FLC                 | 26         | -30        | FACup+CdL       | 1+0             | -0              | -                  | -                  | -                  | -           | -           | -           | 27     | -30    |        |
| 2019-2020           | Bristol City        | FLC                 | 4          | -4         | FACup+CdL       | 1+0             | -1              | -                  | -                  | -                  | -           | -           | -           | 5      | -5     |        |
| Totale Bristol City | Totale Bristol City | Totale Bristol City | 30         | -34        |                 | 2               | -1              |                    | -                  | -                  |             | -           | -           | 32     | -35    |        |
| nov. 2020-gen. 2021 | Stoke City          | FLC                 | 0          | 0          | FACup+CdL       | 0               | 0               | -                  | -                  | -                  | -           | -           | -           | 0      | 0      |        |
| feb.-giu. 2021      | Venezia             | B                   | 6+5        | -6 + -4    | CI              | -               | -               | -                  | -                  | -                  | -           | -           | -           | 11     | -10    |        |
| 2021-2022           | Venezia             | A                   | 17         | -27        | CI              | 0               | 0               | -                  | -                  | -                  | -           | -           | -           | 17     | -27    |        |
| 2022-2023           | Venezia             | B                   | 2          | -2         | CI              | 0               | 0               |                    | -                  | -                  |             | -           | -           | 2      | -2     |        |
| Totale Venezia      | Totale Venezia      | Totale Venezia      | 25+5       | -35+-4     |                 | 0               | 0               |                    | -                  | -                  |             | -           | -           | 30     | -39    |        |
| Totale carriera     | Totale carriera     | Totale carriera     | 188        | -268       |                 | 18              | -18             |                    | -                  | -                  |             | -           | -           | 206    | -286   |        |

### Cronologia presenze e reti in nazionale
| Cronologia completa delle presenze e delle reti in nazionale ― Finlandia | Cronologia completa delle presenze e delle reti in nazionale ― Finlandia | Cronologia completa delle presenze e delle reti in nazionale ― Finlandia | Cronologia completa delle presenze e delle reti in nazionale ― Finlandia | Cronologia completa delle presenze e delle reti in nazionale ― Finlandia | Cronologia completa delle presenze e delle reti in nazionale ― Finlandia | Cronologia completa delle presenze e delle reti in nazionale ― Finlandia | Cronologia completa delle presenze e delle reti in nazionale ― Finlandia |
| Data                                                                     | Città                                                                    | In casa                                                                  | Risultato                                                                | Ospiti                                                                   | Competizione                                                             | Reti                                                                     | Note                                                                     |
| ------------------------------------------------------------------------ | ------------------------------------------------------------------------ | ------------------------------------------------------------------------ | ------------------------------------------------------------------------ | ------------------------------------------------------------------------ | ------------------------------------------------------------------------ | ------------------------------------------------------------------------ | ------------------------------------------------------------------------ |
| 2-6-2008                                                                 | Helsinki                                                                 | Finlandia                                                                | 1 – 1                                                                    | Bielorussia                                                              | Amichevole                                                               | -                                                                        | 69’                                                                      |
| 20-8-2008                                                                | Helsinki                                                                 | Finlandia                                                                | 2 – 0                                                                    | Israele                                                                  | Amichevole                                                               | -                                                                        | 46’                                                                      |
| 11-2-2009                                                                | Lisbona                                                                  | Portogallo                                                               | 1 – 0                                                                    | Finlandia                                                                | Amichevole                                                               | -1                                                                       | 46’                                                                      |
| 1-4-2009                                                                 | Oslo                                                                     | Norvegia                                                                 | 3 – 2                                                                    | Finlandia                                                                | Amichevole                                                               | -3                                                                       |                                                                          |
| 26-5-2012                                                                | Helsinki                                                                 | Finlandia                                                                | 3 – 2                                                                    | Turchia                                                                  | Amichevole                                                               | -2                                                                       |                                                                          |
| 1-6-2012                                                                 | Tartu                                                                    | Estonia                                                                  | 1 – 2                                                                    | Finlandia                                                                | Coppa del Baltico 2012                                                   | -1                                                                       |                                                                          |
| 15-8-2012                                                                | Lurgan                                                                   | Irlanda del Nord                                                         | 3 – 3                                                                    | Finlandia                                                                | Amichevole                                                               | -3                                                                       |                                                                          |
| 11-9-2012                                                                | Teplice                                                                  | Rep. Ceca                                                                | 0 – 1                                                                    | Finlandia                                                                | Amichevole                                                               | -                                                                        |                                                                          |
| 12-10-2012                                                               | Helsinki                                                                 | Finlandia                                                                | 1 – 1                                                                    | Georgia                                                                  | Qual. Mondiali 2014                                                      | -1                                                                       |                                                                          |
| 14-11-2012                                                               | Nicosia                                                                  | Cipro                                                                    | 0 – 3                                                                    | Finlandia                                                                | Amichevole                                                               | -                                                                        |                                                                          |
| 6-2-2013                                                                 | Netanya                                                                  | Israele                                                                  | 2 – 1                                                                    | Finlandia                                                                | Amichevole                                                               | -2                                                                       |                                                                          |
| 22-3-2013                                                                | Gijón                                                                    | Spagna                                                                   | 1 – 1                                                                    | Finlandia                                                                | Qual. Mondiali 2014                                                      | -1                                                                       | 85’                                                                      |
| 26-3-2013                                                                | Lussemburgo                                                              | Lussemburgo                                                              | 0 – 3                                                                    | Finlandia                                                                | Amichevole                                                               | -                                                                        | 46’                                                                      |
| 7-6-2013                                                                 | Helsinki                                                                 | Finlandia                                                                | 1 – 0                                                                    | Bielorussia                                                              | Qual. Mondiali 2014                                                      | -                                                                        |                                                                          |
| 11-6-2013                                                                | Homel'                                                                   | Bielorussia                                                              | 1 – 1                                                                    | Finlandia                                                                | Qual. Mondiali 2014                                                      | -1                                                                       |                                                                          |
| 14-8-2013                                                                | Turku                                                                    | Finlandia                                                                | 2 – 0                                                                    | Slovenia                                                                 | Amichevole                                                               | -                                                                        |                                                                          |
| 6-9-2013                                                                 | Helsinki                                                                 | Finlandia                                                                | 0 – 2                                                                    | Spagna                                                                   | Qual. Mondiali 2014                                                      | -2                                                                       |                                                                          |
| 10-9-2013                                                                | Tbilisi                                                                  | Georgia                                                                  | 0 – 1                                                                    | Finlandia                                                                | Qual. Mondiali 2014                                                      | -                                                                        |                                                                          |
| 15-10-2013                                                               | Saint-Denis                                                              | Francia                                                                  | 3 – 0                                                                    | Finlandia                                                                | Qual. Mondiali 2014                                                      | -3                                                                       |                                                                          |
| 5-3-2014                                                                 | Györ                                                                     | Ungheria                                                                 | 1 – 2                                                                    | Finlandia                                                                | Amichevole                                                               | -1                                                                       |                                                                          |
| 29-5-2014                                                                | Ventspils                                                                | Lituania                                                                 | 1 – 0                                                                    | Finlandia                                                                | Coppa del Baltico 2014                                                   | -1                                                                       |                                                                          |
| 7-9-2014                                                                 | Tórshavn                                                                 | Fær Øer                                                                  | 1 – 3                                                                    | Finlandia                                                                | Qual. Euro 2016                                                          | -1                                                                       |                                                                          |
| 11-10-2014                                                               | Helsinki                                                                 | Finlandia                                                                | 1 – 1                                                                    | Grecia                                                                   | Qual. Euro 2016                                                          | -1                                                                       | 84’                                                                      |
| 14-10-2014                                                               | Helsinki                                                                 | Finlandia                                                                | 0 – 2                                                                    | Romania                                                                  | Qual. Euro 2016                                                          | -2                                                                       |                                                                          |
| 9-6-2015                                                                 | Turku                                                                    | Finlandia                                                                | 0 – 2                                                                    | Estonia                                                                  | Amichevole                                                               | -2                                                                       |                                                                          |
| 29-3-2016                                                                | Oslo                                                                     | Norvegia                                                                 | 2 – 0                                                                    | Finlandia                                                                | Amichevole                                                               | -                                                                        | 46’                                                                      |
| 31-3-2021                                                                | San Gallo                                                                | Svizzera                                                                 | 3 – 2                                                                    | Finlandia                                                                | Amichevole                                                               | -2                                                                       | 46’                                                                      |
| Totale                                                                   |                                                                          | Presenze                                                                 | 27                                                                       |                                                                          | Reti                                                                     | -30                                                                      |                                                                          |

## Palmarès

### Club

#### Competizioni nazionali
- Coppa di Lega finlandese: 1

HJK: 2023
- Campionato finlandese: 1

HJK: 2023